# Ministère de l'Éducation (Ghana)
Pour les articles homonymes, voir Ministère de l'Éducation.
Le ministère de l'Éducation (MOE) est un ministère gouvernemental à portefeuilles multiples du Ghana, responsable du gouvernement et de la gestion de l'éducation du Ghana. Il est responsable du programme national d'éducation, principalement institué par le Ghana Education Service (en), qui fait partie du ministère.  
Le ministère de l'Éducation a été créé en vertu de la loi sur la fonction publique 327 et de la loi PNDC de 1993 avec pour mandat de dispenser une éducation appropriée à tous les Ghanéens.  
Les bureaux principaux du ministère sont situés à Accra. 

## Histoire
Le premier ministre de l'Éducation du Ghana est John Bogolo Erzuah (en) sous le gouvernement Nkrumah (en) en 1957. 
Depuis 2017, le ministre en charge est Matthew Opoku Prempeh.

## Ministres
- 1985-1987 : Joyce Aryee
- 1997–1998 : Christine Amoako-Nuama
- 2001-2005 : Christine Churcher
- ?-? Mary Grant
- 2021-présent : Yaw Osei Adutwum

## Agences
- Conseil national d'accréditation (en) (NAB)
- Conseil des examens de l'Afrique de l'Ouest (WAEC)
- Conseil pour la formation technique et professionnelle (COTVET)
- Le National Board for Professional And Technician Examinations (NABPTEX)
- Conseil national de l'enseignement supérieur (NCTE)
- Ghana Library Authority (GLA)
- Académie des arts et des sciences du Ghana
- Unité de gestion des fonds et des achats
- Commission nationale du Ghana pour l'UNESCO

## Voir également
- Système éducatif au Ghana